# Strategic Rail Authority
Die Strategic Rail Authority (SRA) war eine Behörde, welche die Oberaufsicht über den Schienenverkehr im Vereinigten Königreich innehatte, die Gesamtstrategie festlegte und Betriebskonzessionen vergab. Mit dem Inkrafttreten des Railways Act 2005 wurde die SRA aufgelöst und ihre Aufgaben an die Schienenverkehrsabteilung des Verkehrsministeriums übertragen.
Gebildet wurde die SRA nach den Unterhauswahlen 1997 und der Bildung einer neuen Regierung der Labour Party. Ziel war es, für das nach der Privatisierung von British Rail zersplitterte Schienennetz verbindliche Regeln durchzusetzen. Sie wurde auf Grundlage des Transport Act 2000 am 1. Februar 2001 formell gebildet, nachdem sie bereits vorher die Aufgaben des Office of Passenger Rail Franchising wahrgenommen hatte. Die SRA stand unter der Aufsicht des britischen Verkehrsministers, in Schottland zusätzlich des schottischen Verkehrsministers, in Greater London zusätzlich des Mayor of London. Aufgelöst wurde die SRA schließlich mit Wirkung zum 1. Dezember 2006.
Nach der Auflösung der SRA wurden deren Aufgaben an verschiedene Stellen übertragen; die britische Regierung, die Infrastrukturgesellschaft Network Rail, die dezentralisierten Regierungen von Schottland und Wales und die Greater London Authority.